# Donuca xanthopyga
Donuca xanthopyga là một loài bướm đêm trong họ Erebidae.